# Bank of Africa
Bank of Africa (anteriormente conocido como BMCE Bank — acrónimo en francés de Banque Marocaine du Commerce Extérieur) es un banco comercial internacional con sede en Marruecos. Es el tercer banco más grande del país y opera en varios países africanos, ofreciendo una amplia gama de servicios financieros a individuos, empresas e instituciones en todo el continente.

## Historia
Fundado en 1959 en tanto que banco público, el BMCE fue el primer banco marroquí en instalarse en el extranjero al abrir una agencia en París en 1973. Dos años más tarde, se introdujo en la bolsa de Casablanca.
En 1995, el banco fue privatizado, y se convirtió en filial del grupo Finance Com, un año más tarde se convierte en el primer banco marroquí en cotizar en la bolsa de Londres.
En 1998, el banco crea BMCE Capital, un banco de inversión y de negocios.
- 2000: Abre oficinas de representación en Londres y Pekín.

- 2003: Se inaugura BMCE Capital Dakar.

- 2004: La entidad francesa Crédit Industriel et Commercial (CIC) toma una participación del 10% del capital de BMCE Bank.

- 2005: Lanzamiento del programa de extensión de la red de agencias comerciales, con la apertura de 50 agencias en 2005 y 2006, 70 agencias en 2007 y 100 agencias en 2008.

- 2006:
  - Adquisición de Axis Capital en Túnez.
  - Lanzamiento del proyecto de creación de MediCapital Bank.

- 2007:
  - Adquisición del 35% del capital de Bank of Africa.

- 2008:
  - Adquisición de un 5% adicional por parte de CIC en el capital de BMCE Bank.
  - Se refuerza la participación del banco en el capital de Bank of Africa del 35% al 42,5%.

- 2009:
  - Se transfiere la participación de CIC en el capital de BMCE Bank, del 15,05%, a su holding matriz BFCM, la Banque Fédérative du Crédit Mutuel.
  - Se refuerza la participación del Grupo CM-CIC, a través del holding BFCM, en el capital de BMCE Bank del 15,05% al 19,94%.

## Cifras clave
- Presencia en 22 países

En Marruecos:
- 4592 empleados
- Cerca de 2 millones cuentas activas
- Red especializada de 560 agencias de las cuales 17 son de banca de negocio y una agencia corporativa

## Filiales del Grupo BMCE
En Marruecos
- BMCE Capital
- Salafin
- Euler Hermes ACMAR
- EMAT
- GNS
- Casablanca Finance Markets

Internacionales
- BMCE Bank International
- Bank of Africa
- BDM SA
- La Congolaise de Banque
- Axis Capital

## Accionariado
| Accionariado                    | %      |
| ------------------------------- | ------ |
| Grupo Finance Com               | 42,41% |
| Grupo CIC                       | 15,04% |
| MAMDA/MCMA                      | 6,71%  |
| CIMR                            | 4,67%  |
| Banco Espirito Santo            | 2,77%  |
| Personal de BMCE Bank           | 2,75%  |
| Société Centrale de Réassurance | 0,47%  |
| Flotando en bolsa               | 25,18% |